# Bartolomé de las Casas
Bartolomé de las Casas (Sevilla, 11 de novembre del 1484 - Madrid, 18 de juliol del 1566) fou un terratinent, frare, sacerdot i bisbe espanyol del segle xvi conegut pel seu paper com a historiador i reformador social. Quan era jove, emigrà a la Hispaniola, on més tard esdevingué un frare i sacerdot dominic. Fou el primer bisbe resident de Chiapas i el primer «Protector dels indis» nomenat oficialment com a tal. Els seus abundants escrits, entre els quals destaquen Brevíssima relació de la destrucció de les Índies i Història de les Índies, narren les primeres dècades de la colonització de les Índies Occidentals i denuncien la crueltat dels colons envers els pobles indígenes.

## Biografia

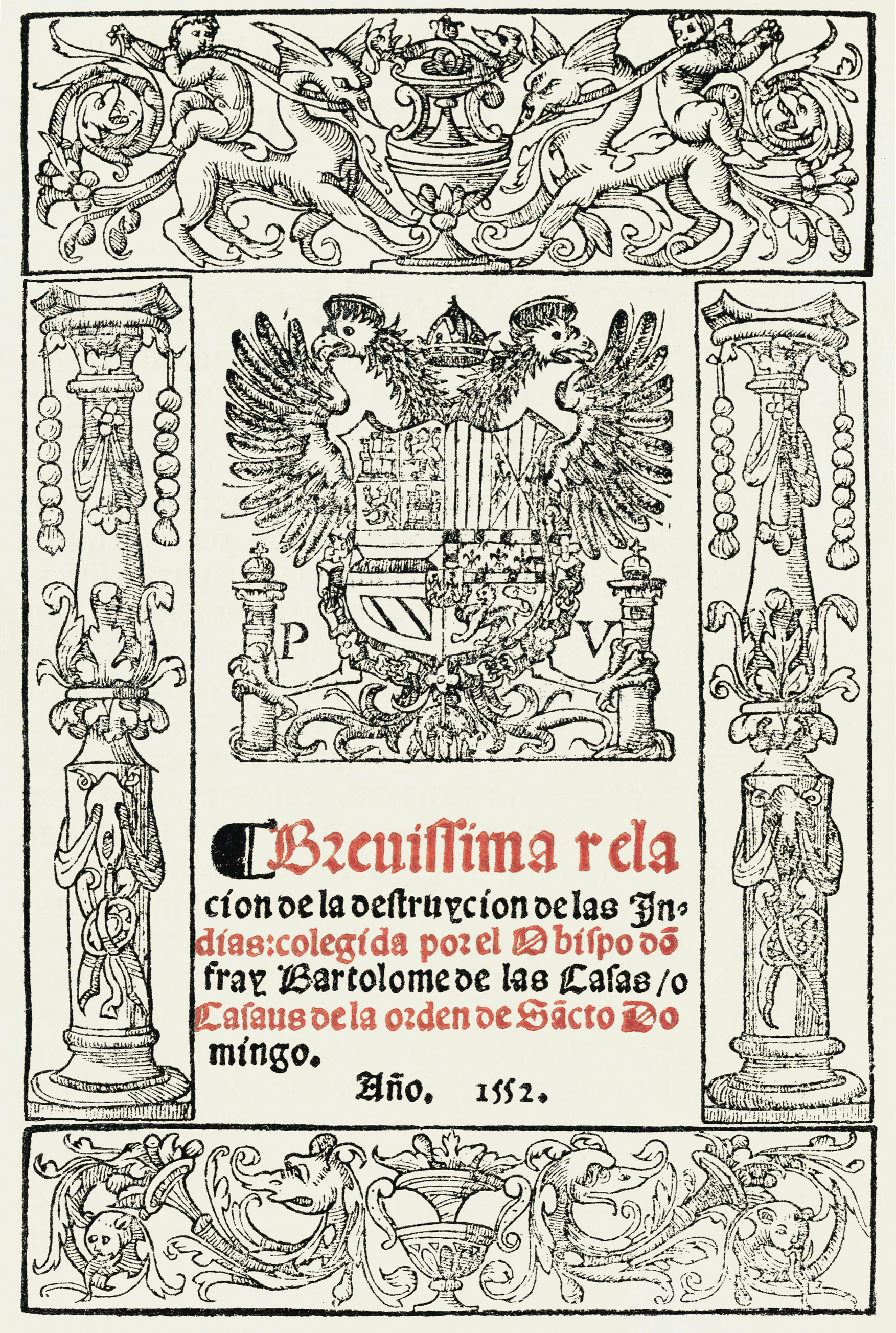
Portada de llibre del bisbe, en què es llegeix «Bartolomé de las Casas/ o Casaus».

De petit, probablement conegué els Reis Catòlics i Cristòfor Colom, car el seu pare, Pedro de las Casas, participà en els viatges de l'almirall. El 1499 va tenir l'oportunitat de conèixer un indi que fou portat per Colom i regalat al seu pare com a esclau.
El 1502, seguint els passos del seu pare, que havia participat en el segon viatge de Colom, Bartolomé de las Casas va arribar a la Hispaniola, on s'encarregà d'administrar una encomienda. L'ordenaren sacerdot el 1510 i la primavera de 1512 viatjà a Cuba com a capellà de Pánfilo de Narváez. El 1514 se li va atorgar l'administració d'una altra encomienda on els indis treballaven en la mineria; gradualment, de las Casas va prenent consciència de la injustícia del sistema. Convençut que havia «de procurar el remei d'aquesta gent divinament ordenat», va viatjar a Castella i es va entrevistar amb el rei Ferran el Catòlic i amb el cardenal Cisneros, que el nomenarà Protector dels indis, el 1516. A la mort del cardenal, s'entrevistà amb el nou rei a la vila de Molins de Rei, Carles I, que li va concedir el territori de Cumaná (a l'actual Veneçuela), perquè hi apliqués les seves teories.
Va tornar a Amèrica el 1520, amb la intenció de dur a terme el seu projecte, sempre en contra de l'esclavitud dels indis, però tot plegat va fracassar perquè durant la seva absència els indis es varen rebel·lar. Desenganyat, va entrar a l'orde dominicà, que sempre havia criticat el sistema de les encomiendas, i es retirà a partir de 1521, en què es dedicà a l'estudi i començà a escriure la seva Història de les Índies.
El 1535 tornà al continent americà, on intentà de nou un programa de colonització pacífica a Guatemala; hi obté un èxit relatiu, i retornà de nou a Castella el 1540 i, a Valladolid, visità de nou Carles I. El monarca, havent escoltat les demandes de Las Casas i les noves idees del dret de gents difoses per Francisco de Vitoria, va convocar el Consell d'Índies en l'anomenada Junta de Valladolid.
Com a conseqüència del que es va discutir, es van promulgar el 20 de novembre de 1542 les Lleis Noves, en les quals es prohibia l'esclavitud dels indis i s'ordenava que tots quedessin lliures dels encomenderos i fossin sota la protecció directa de la Corona. A més, es disposava que, pel que feia a la penetració en terres fins llavors no explorades, hi havien de participar sempre dos religiosos, que vigilarien que els contactes amb els indis es duguessin a terme en manera pacífica per tal de donar lloc al diàleg que propiciés la seva conversió. Això no va resoldre el problema, però almenys va ser un primer intent. Al final d'aquell mateix any va acabar de redactar a València la seva obra més coneguda, la Brevísima relación de la destrucción de las Indias, dirigida al príncep Felip (futur Felip II), llavors encarregat dels assumptes de les Índies.
Se li va oferir l'arquebisbat de Cusco, importantíssim en aquell moment, però de las Casas no el va acceptar, encara que va acceptar el bisbat de Chiapas el 1543, amb l'encàrrec de posar en pràctica les seves teories. Durant la seva estada de dos anys a Chiapas va viure a la Ciudad Real de Chiapas, avui anomenada San Cristóbal de Las Casas en honor seu. Va tornar definitivament a Castella el 1547.
A Valladolid, entre 1550 i 1551, va mantenir una polèmica amb Juan Ginés de Sepúlveda sobre la legitimitat de la conquesta de la qual va sortir triomfant aquest darrer, i Las Casas va renunciar al seu bisbat. Fins a la seva mort a Madrid el 1566 va continuar amb la seva tasca propagandística a favor dels indis, per la qual cosa serà conegut com l'Apòstol dels Indis.
Va passar els darrers anys a Madrid. Ja havia acabat la seva Història de les Índies i va escriure diversos memorials, i De thesauris, on qüestionava el dret de propietat dels tresors que Atahualpa havia ofert com a rescat per la seva vida i dels qui es trobaven a les tombes dels indígenes. El febrer de 1564 va fer testament i va escriure encara un nou memorial al Consell d'Índies. Va morir el 17 de juliol de 1566 al convent de Nuestra Señora de Atocha de Madrid.

## Veneració
Enterrat a la capella del convent d'Atocha, les seves restes van ésser dutes al convent dominic de San Gregorio de Valladolid.
Per la seva defensa dels indígenes americans, avui és reconegut com a precursor de la defensa dels drets humans, per la qual cosa algunes esglésies cristianes el commemoren. L'any 2000 l'Església Catòlica va iniciar els tràmits per a la seva possible beatificació i canonització. Ha estat declarat servent de Déu per l'Església catòlica.
L'Església Episcopaliana dels Estats Units celebra el bisbe al seu calendari litúrgic, el 18 de juliol, i també és commemorat al calendari de sants de l'Església Evangèlica Luterana d'Amèrica el 17 de juliol.

## Obres
- Història de les Índies

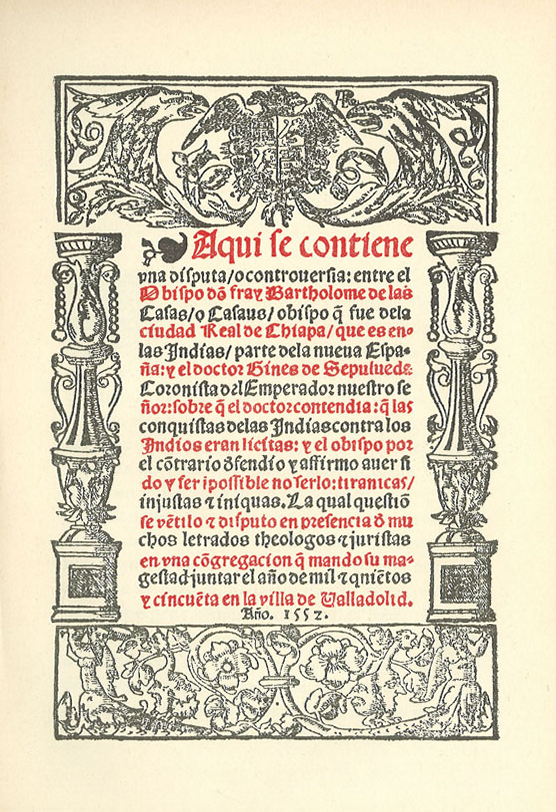
Portada de llibre Breuissima relacion de la destrycion de las Indias. Seuilla: Sebastian Trugillo; 1552.

- De unico vocationis modo, coneguda en castellà com Del único modo de atraer a todos los pueblos a la verdadera religión, 1537
- Brevíssima relació de la destrucció de les Índies (de las Casas o Casaus)[6]
- Los dieciséis remedios para la reformación de las Indias
- Apologética historia sumaria
- De thesauris
- Los dieciséis remedios para la reformación de las Indias

## Llegat
L'obra de Las Casas és altament polèmica i així es va considerar des del moment de la seva aparició. D'una banda va ser vist com un dels primers indigenistes i en el seu honor el municipi on va exercir de bisbe, San Cristóbal de Las Casas, va canviar el seu nom oficial. Ha estat reivindicat com a precursor per diversos seguidors de la teologia de l'alliberament i defensors dels drets humans. El seu pensament es troba a la base de part del dret internacional modern.
Entre els seus detractors estan els que neguen el seu missatge igualitari i aquells que afirmen que va exagerar el conjunt d'atrocitats dels conquistadors per motius de propaganda.